# Marnix Gijsen

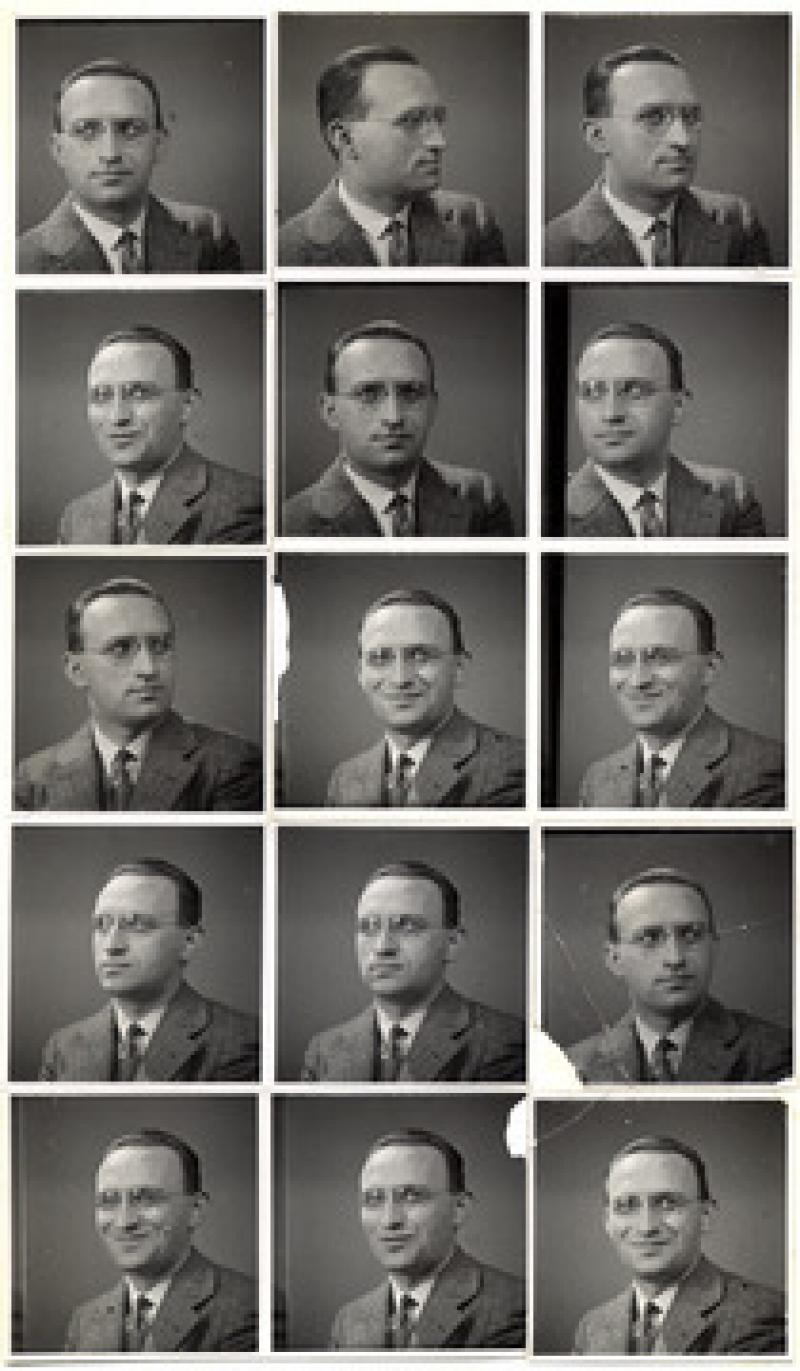
Marnix Gijsen (1930)

Marnix (van) Gijsen, Pseudonym von Jan-Albert Goris (* 20. Oktober 1899 in Antwerpen; † 29. September 1984 in Lubbeek) war ein flämischer Autor.
Streng katholisch aufgewachsen, promovierte Gijsen 1925 an der Universität Leuven (Geschichts- und Sozialwissenschaften) und setzte seine Studien in Freiburg im Breisgau, Paris (Sorbonne) und an der London School of Economics fort.
1928 bis 1933 war Gijsen Gemeindebeamter in Antwerpen, 1933 bis 1964 arbeitet er als Diplomat in New York.
Zu Beginn seiner Dichterkarriere engagierte sich Gijsen in der expressionistischen Gruppe 'Ruimte' (Raum) der gleichnamigen Zeitschrift (1921–1922), der u. a. auch Paul van Ostaijen, Karel van den Oever und Victor J. Brunclair angehörten. Das Gedicht Lobeshymne auf St. Franciscus von Assisi ist sein vielleicht bedeutendstes Werk dieser Periode.
Während des Zweiten Weltkrieges brach Gijsen mit seinen anerzogenen Glaubensvorstellungen. In seinen zahlreichen Gedichten, Romanen und Erzählungen verarbeitete er häufig biblische und antike Stoffe und Motive.
Sein Roman Das Buch des Joachim von Babylon (1947) nimmt in meisterhaft, subtil-ironischer Weise die Biblische Erzählung von Joachims Frau, der keuschen Susanna auf (Buch Daniel, Kap. 13). Sein (Anti-)Bildungsroman Telemach im Dorf (1948), dessen Titel auf Fénelons berühmten Télémaque anspielt, ist eine beißende Kritik an der trügerischen ländlichen Beschaulichkeit, in deren Heuchelei und Bigotterie der junge Protagonist für sein Leben gezeichnet wird. Sein autobiografisch gefärbter Roman Klage um Agnes (1951) versetzt den antiken Stoff von Orpheus, der für seine Geliebte Eurydike dem Tod trotzt, in die flämische Provinz. Sein einziges Theaterstück Helena auf Ithaka (1968) ist ein humanistisches Ideendrama zur unüberbrückbaren Kluft zwischen den Geschlechtern und Generationen.
1959 und 1969 wurde sein Werk mit dem Belgischen Staatspreis, 1974 mit dem Preis der Niederländischen Literatur ausgezeichnet. 1975 wurde Gijsen geadelt.
Er liegt auf dem Schoonselhof Friedhof in Antwerpen begraben.

## Bibliografie
- Marnix Gijsen: Das Buch des Joachim von Babylon, welches über sein Leben und das seiner berühmten Ehefrau Susanna einen wahrheistsgetreuen Bericht bringt, wie er vor kurzem in den Ausgrabungen von Nat-tah-nam entdeckt und zum ersten Mal von einem Liebhaber sorgfältig übersetzt und herausgegeben wurde. Übertr. von Josef Tichy. Wien, 1953. 
In übertr. von Wouter Hamers: Leipzig, Kiepenheuer, 1981. 2e Aufl.: 1985. Neue Aufl.: 1992 (ISBN 3-378-00515-7)
- Marnix Gijsen: An den Fleischtöpfen Ägyptens . Eine bedeutsam-heitere Geschichte aus der Neuen Welt. Übersetzung von Josef Tichy. Rosenheim, Schwingen-Verlag, 1954
- Marnix Gijsen: Helena op Ithaka (1968), deutsche Teilübersetzung (2. Akt, 1, 3) in: Scherer, L. & B. (2008) Mythos Helena Stuttgart: Reclam, S. 178–182. ISBN 978-3-15-020163-3
- Das Tagebuch der niederländischen Reise, 1520-1521. Mit dem Silberstift-Skizzenbuch und den während der Reise ausgeführten [90] Bildern und Zeichnungen durch Albrecht Dürer. Einl. und Anm. von J.A. Goris und G. Marlier. Brüssel, La Connaissance, 1970.